# Filoviridae
A Filoviridae a vírusok egyik rendszertani családja, az ide tartozó fajok a filovírusok. Nevüket megnyúlt, fonálszerű (a latin filum fonalat jelent) alakjukról kapták. Genomjuk egyszálú, negatív-szenz RNS-ből áll. A filovírusok a legnagyobb ismert RNS-vírusok közé tartoznak. A család tagjai közül közismertek az ebolavírusok és a marburgvírus, mivel az ember számára gyakran halálos kimenetelű, vérzéses lázzal járó megbetegedést okoznak. Az ebolavírus-járványok Afrikában néhány évente, rendszeresen megjelennek. 
Az első filovírust (a marburgvírust) 1967-ben fedezték fel. A Filoviridae családot 1982-ben állították fel, de összetétele az évek folyamán az ismeretek gyarapodásával sokszor változott. A 2021-es állapot szerint a családba 6 nemzetség és 11 faj tartozik; a nemzetségek közül csak kettőnek a tagjai humán kórokozók, a többiek gazdaállatai a denevérek, illetve a halak. Az ebolavírusok közé tartozó restonvírus majmokat, illetve sertéseket fertőz. 

## Jellemzőik

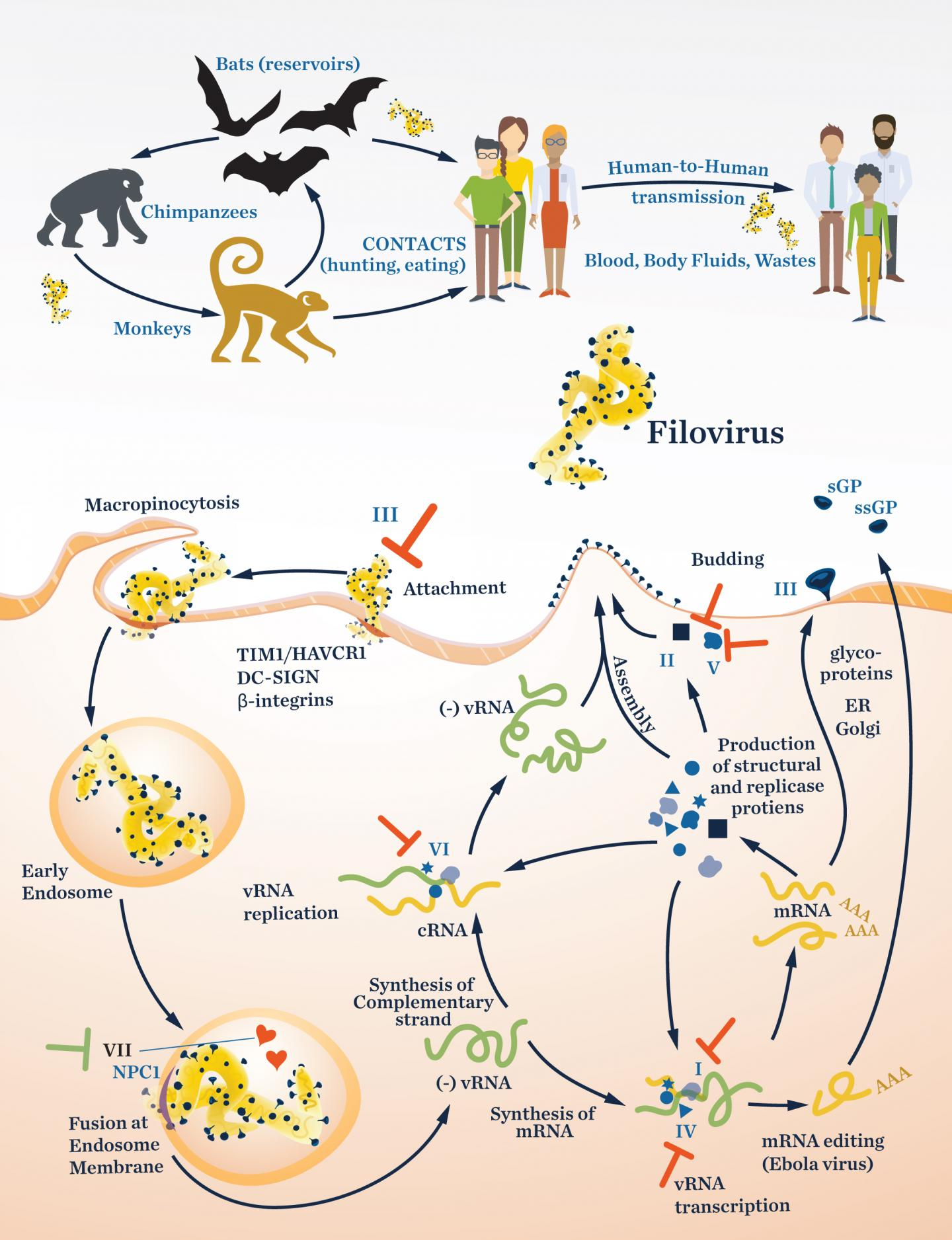
A filovírusok replikációs ciklusa

A filovírusok virionja többnyire hosszú, vékony, fonalszerű vagy néha pálcika alakú. A fonálalak igen hajlékony. Hossza 1000-14000 nm között változhat, míg átmérőjük 60-80 nm. Lipidburokkal rendelkeznek, amibe sűrűn beágyazódnak a gazdasejthez való kapcsolódást biztosító felszíni glikoproteinek. A genom egyszálú, negatív-szenz RNS, amelyen 7-10 gén található (a termelődő fehérjék száma az alternatív splicing miatt ennél több lehet).
A gazdasejthez való kapcsolódás után a virion endocitózissal kerül a sejt belsejébe, ahol a vírus lipidburka fuzionál az endoszóma membránjával és a nukleokapszid bekerül a citoplazmába. A virális RNS-polimeráz a géneket külön-külön (szekvenciálisan) írja át, mindegyiket "cap"-pel és poli-A farokkal látja el, hogy a sejten belül mRNS-ként funkcionálhassanak. Ha elég vírusfehérje készült, a polimeráz teljes pozitív-szenz RNS-, majd arról negatív-szenz vírusgenomot készít. Ezután negkezdődik az új virionok összeállítása, amelyek bimbózással hagyják el a gazdasejtet.

## Előfordulásuk
A család tagjai közül a marburgvírus és az ebolavírusok hat faja közül öt fertőzi meg az embert; a betegség általában igen heves lefolyású és a mortalitás magas.
A marburgvírus Afrikából származik, Ugandában, Nyugat-Kenyában és talán Zimbabwében fordul elő. További terjedése nem zárható ki. Európában először 1967-ben észlelték, innen származik a filovírusok első leírása.
Az ebolavírusok öt faját felfedezésük helyéről nevezték el. Valamennyi igen súlyos, vérzéses lázzal járó betegséget okoz az emberben. A hatodik faj, a restonvírus a Fülöp-szigeteken található, ahol a helyi majomfajokban okoz fatális kimenetelű megbetegedéseket, de az emberre nem veszélyes.
A Cuevavirus nemzetségbe tartozó egyetlen fajt, a Lloviuvírust észak-spanyolországi denevérekből írták le 2011-ben. Ezt követően, egy 2016 és 2020 között végzett kutatás során Magyarországon is kimutatták Hosszúszárnyú denevérekben. Ezidáig ez az egyetlen európai faja a családnak.
A Striavirus és Thamnovírus nemzetséget 2018-ban fedezték fel kínai halakban, mindkettőhöz egy-egy faj tartozik (a Xilang-striavírus, illetve a Huangcsiao-tamnovírus).

## Rendszertanuk

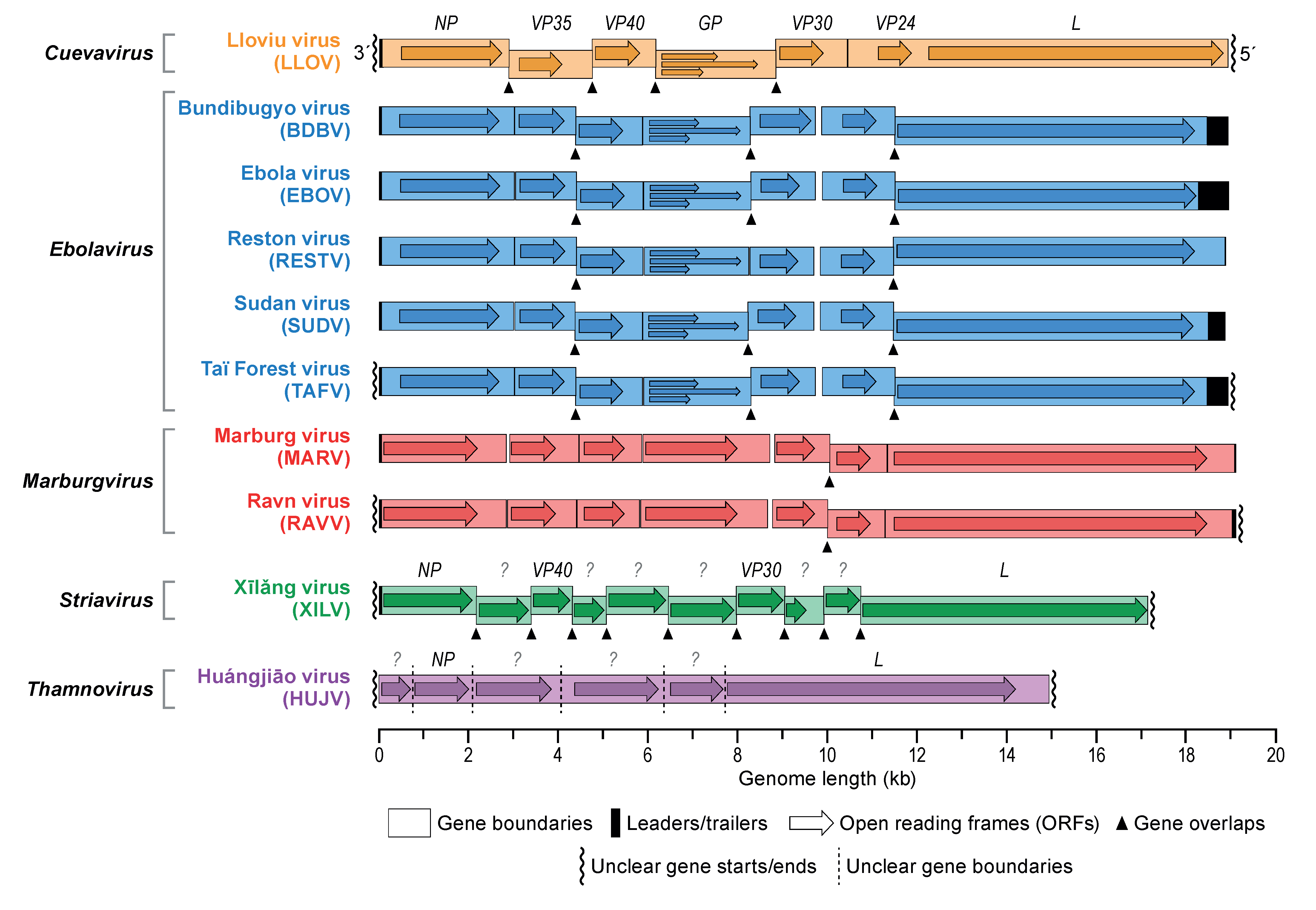
A filovírusok genomszerkezete

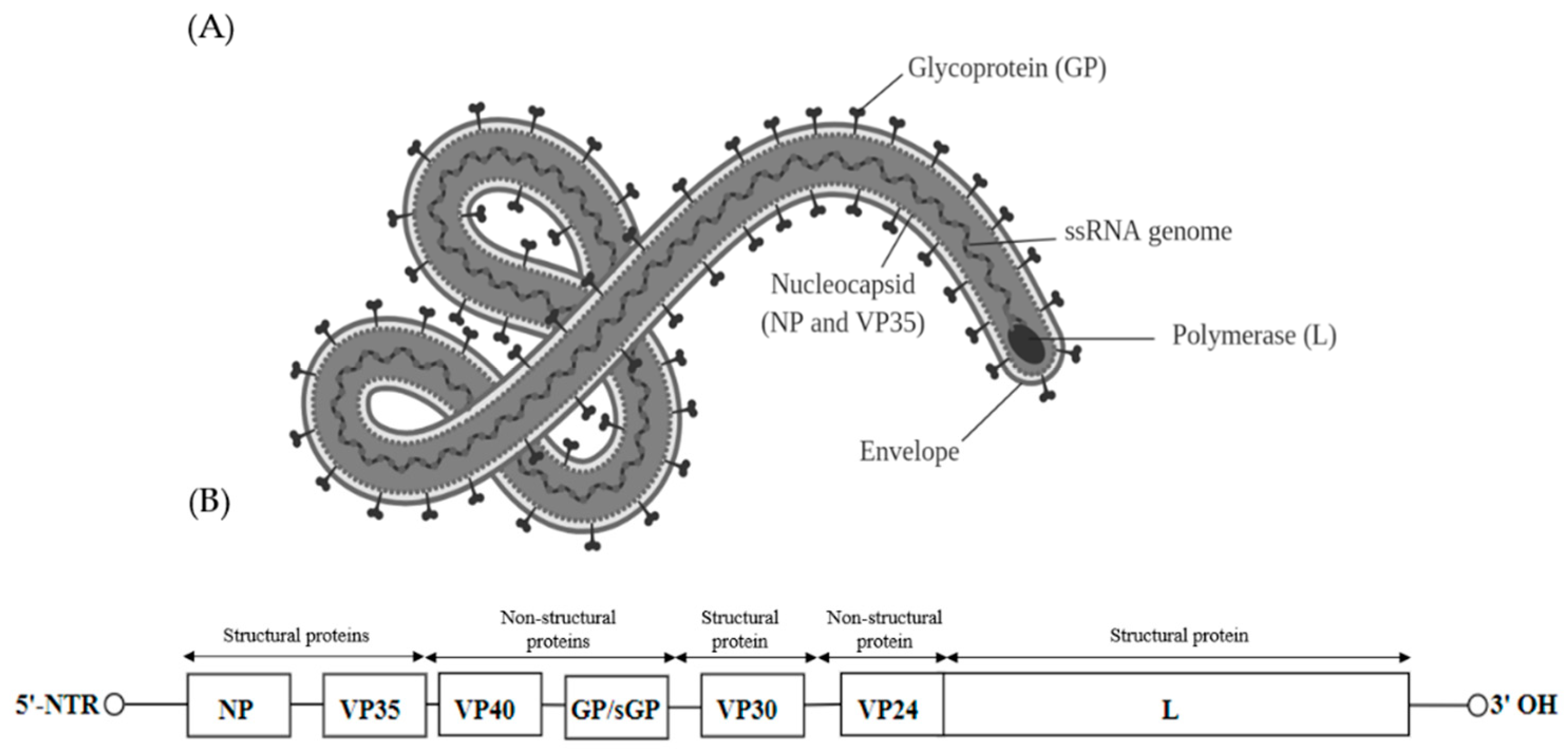
Az ebolavírus szerkezete

| Nemzetség    | Formális név           | Név (angol rövidítés)   |
| ------------ | ---------------------- | ----------------------- |
| Cuevavirus   | Lloviu cuevavirus*     | Lloviuvírus (LLOV)      |
| Dianlovirus  | Mengla dianlovirus     | Menglavírus (MLAV)      |
| Ebolavirus   | Bombali ebolavirus     | Bombalivírus            |
| Ebolavirus   | Bundibugyo ebolavirus  | Bundibugyovírus (BDBV)  |
| Ebolavirus   | Reston ebolavirus      | Restonvírus (RESTV)     |
| Ebolavirus   | Sudan ebolavirus       | Szudánvírus (SUDV)      |
| Ebolavirus   | Taï Forest ebolavirus  | Taï Forest-vírus (TAFV) |
| Ebolavirus   | Zaire ebolavirus*      | Zaire-ebolavírus (EBOV) |
| Marburgvirus | Marburg marburgvirus*  | Marburgvírus (MARV)     |
| Striavirus   | Xilang striavirus*     | Hszilang-striavírus     |
| Thamnovirus  | Huangxiao thamnovirus* | Huangcsiao-tamnovírus   |

- típusfaj

## Fordítás
- Ez a szócikk részben vagy egészben  a   Filoviridae című német Wikipédia-szócikk ezen változatának fordításán alapul.  Az eredeti cikk szerkesztőit annak laptörténete sorolja fel. Ez a jelzés csupán a megfogalmazás eredetét és a szerzői jogokat jelzi, nem szolgál a cikkben szereplő információk forrásmegjelöléseként.